# بريوكوفيتسكايا
بريوكوفيتسكايا (بالروسية: Брюховецкая) هي مدينة في مقاطعة كراسنودار كراي في روسيا.